# Distretto di Imadate
Il distretto di Imadate (今立郡, Imadate-gun?) è uno dei distretti della prefettura di Fukui, in Giappone.
Attualmente fa parte del distretto solo il comune di Ikeda.
| Controllo di autorità | VIAF (EN) 257504122 · NDL (EN, JA) 00284450 |